# Leclerc Communication
Leclerc Communication inc. est une entreprise médiatique de propriété familiale de la région de Québec. 
Elle a été fondée le 31 août 2011 par les frères Jean-François et Nicolas Leclerc et leur père, Jacques Leclerc, et compte une cinquantaine d’employés. Elle est titulaire des licences de radiodiffusion des stations CFEL-FM (BLVD 102,1) et CJEC-FM (WKND 91,9), dans la région de Québec, de même que CJPX-FM (99,5 Montréal) à Montréal.

## Historique
Leclerc Communication a acquis les stations CFEL-FM et CJEC-FM le 30 novembre 2011, alors qu’elles opéraient respectivement sous les bannières CKOI et Rythme FM. Mais ce n’est qu’à compter du 30 janvier 2012, après que le Conseil de la radiodiffusion et des télécommunications canadiennes (CRTC) ait approuvé la transaction, que Leclerc Communication en est devenue officiellement l’opératrice. 
Elle opère ses stations sous les marques WKND 91,9 depuis le 20 juin 2012 et BLVD 102,1 depuis le 2 septembre 2015.
Le 28 août 2018, Leclerc Communication annonçait avoir acquis les stations CHOI-FM (98,1 Radio X), à Québec, et CKLX-FM (91,9 Sports), à Montréal, de RNC Média. Cette acquisition demeurait toutefois soumise à l’approbation du CRTC. Le 30 avril 2019, suivant la décision du CRTC d’approuver la demande de Leclerc Communication mais refusant l’exception à la politique sur la propriété commune afin de lui permettre de posséder trois stations radiophoniques FM de langue française dans le marché de Québec, cette dernière annonçait renoncer au projet de se porter acquéreuse de ces deux nouvelles stations.
Le 13 novembre 2019, Leclerc Communication annonce son intention d'acheter Radio-Classique 99.5 FM dans le marché de Montréal, appartenant à Gregory Charles, afin d'exporter sa marque WKND dans la métropole. La transaction est approuvée par le CRTC le 3 avril 2020, tout comme la décision d'autoriser la modification de la licence de CJPX-FM Montréal vers «une formule musicale de grand public» ,. 